# Troglóbio

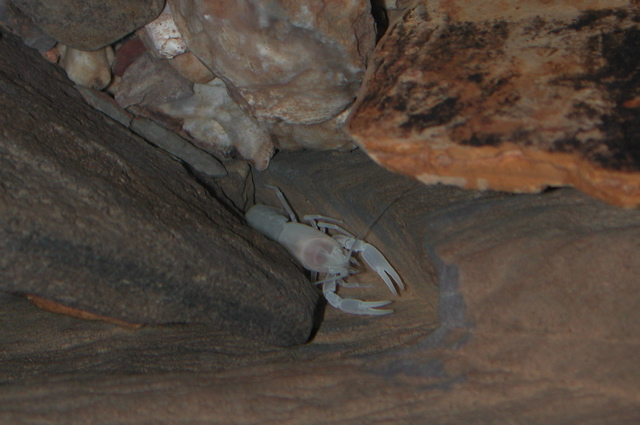
Orconectes australis, um lagostim troglóbio.

Troglóbios são animais que se especializaram para a vida dentro de cavernas. A maioria não possui pigmentação e pode ter os olhos atrofiados ou mesmo ausentes. Ao invés disso possuem longas e numerosas antenas ou órgãos olfativos muito sensíveis. Entre esses há diversos tipos de peixes, como o bagre-cego, insetos, crustáceos, anelídeos e aracnídeos.